# Lasiomma sedulum
Lasiomma sedulum är en tvåvingeart som först beskrevs av Huckett 1929.  Lasiomma sedulum ingår i släktet Lasiomma och familjen blomsterflugor. Inga underarter finns listade i Catalogue of Life.